# Blackstone Hotel
Pour les articles homonymes, voir Blackstone.
Le Blackstone Hotel est un bâtiment historique et un hôtel de luxe situé à l'angle de Michigan Avenue et Balbo Street dans le secteur communautaire du Loop à Chicago, dans l'État de l'Illinois, aux États-Unis. Achevé en 1910 et œuvre de l'architecte Benjamin Marshall (de la firme Marshall and Fox), cet hôtel de 88 mètres de haut comprend 21 étages et fut conçu dans les styles Beaux-Arts et Second Empire. Le bâtiment est voisin du Hilton Chicago (hôtel de luxe) et se trouve à mi-chemin entre Millennium Park (au nord-est) et le Museum Campus (au sud-est), tous deux situés dans Grant Park.
Le Blackstone Hotel a été ajouté au Registre national des lieux historiques (National Register of Historic Places ; NRHP) le 8 mai 1986 par le National Park Service et a été désigné Chicago Landmark (CL) le 29 mai 1998 par la Commission on Chicago Landmarks de la ville de Chicago. Il fait partie du Michigan Boulevard District, un prestigieux district historique qui comprend également l'Auditorium Building, le Congress Plaza Hotel, le Symphony Center, le Railway Exchange Building ou encore le Fine Arts Building.
Le Blackstone Hotel est surnommé « L'hôtel des présidents » en raison des nombreux présidents qu'il a accueilli. Autrefois, il était considéré comme l'un des hôtels de luxe les plus prestigieux de Chicago, et une douzaine de présidents américains du XXe siècle y ont séjourné,.
Depuis son ouverture en 1910, le Blackstone Hotel attire les célébrités, les mondains et les politiciens. Franklin Delano Roosevelt y séjournait lors de son investiture démocrate pour un troisième mandat en 1940 ; Harry S. Truman y séjournait lorsqu'il a reçu l'investiture démocrate pour la vice-présidence en 1944 ; Dwight D. Eisenhower y a appris la nouvelle de son investiture républicaine au premier tour en 1952. Au total, au moins douze présidents américains ont séjournés à l'hôtel : Theodore Roosevelt, William Howard Taft, Woodrow Wilson, Warren G. Harding, Calvin Coolidge, Herbert Hoover, Franklin D. Roosevelt, Harry S. Truman, Dwight D. Eisenhower, John F. Kennedy, Richard Nixon et Jimmy Carter. Lors de son séjour au Blackstone Hotel, Kennedy a été informé de la crise des missiles de Cuba.
Des membres des familles Astor, Rockefeller et Vanderbilt étaient également des visiteurs réguliers, tout comme certaines icônes telles qu'Audrey Hepburn, Marilyn Monroe, Nat King Cole et Rudolph Valentino. L'hôtel a également connu une période de notoriété, puisqu'il était fréquenté par les légendaires patrons de la mafia Lucky Luciano et Al Capone. Le 19 mars 1944, William Hale Thompson, maire sulfureux de Chicago connu pour ses alliances avec des membres haut placés de la mafia de Chicago dont Al Capone, y est mort d'une crise cardiaque. Thompson séjournait régulièrement au Blackstone Hotel.

## Histoire

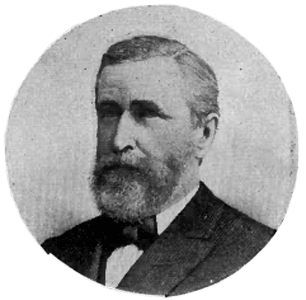
Timothy Blackstone.

Le Blackstone Hotel et le lieu de divertissement adjacent, alors appelé « The Blackstone Theatre » (aujourd'hui connu sous le nom de « Merle Reskin Theatre »), ont été construits en 1908 sur l'ancien site du manoir du millionnaire du chemin de fer Timothy Blackstone. Les propriétaires étaient les frères John et Tracy Drake, fils de l'ancien partenaire commercial de Blackstone, le magnat de l'hôtellerie John Drake. John et Tracy Drake ont également développé le luxueux Drake Hotel (également conçu par l'architecte Benjamin Marshall) à Chicago.
Au moment de l'ouverture, l'hôtel et le théâtre étaient situés à la limite sud du district historique de Chicago Theatre District, à l'angle de Michigan Avenue et de Hubbard Court (qui a d'abord été rebaptisée « 7th Street », puis « Balbo Drive »). L'hôtel a ouvert ses portes le 16 avril 1910.
Le bâtiment a été nommé en l'honneur de Timothy Blackstone (1829-1900), un homme d'affaires et politicien de Chicago, qui fut le président fondateur des Union Stock Yards (les grands abattoirs de la ville), président du Chicago and Alton Railroad et maire de la petite ville de LaSalle (Illinois). L'hôtel est célèbre pour avoir accueilli de nombreuses personnalités dont la fameuse collectionneuse Mrs L.L. Coburn qui y résida avec sa collection d'art jusqu'à sa mort en 1932.

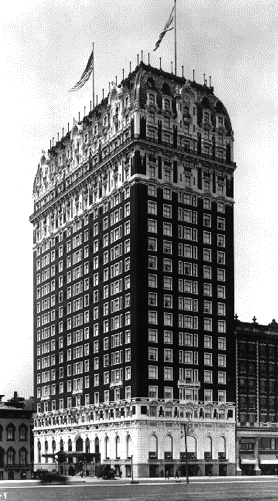
Photographie du Blackstone Hotel en 1912.

Le Blackstone Hotel est célèbre pour avoir accueilli des personnalités politiques importantes dont des sénateurs et des gouverneurs de l'Illinois mais surtout de nombreux présidents des États-Unis, ce qui lui a valu d'être surnommé « L'hôtel des présidents » pendant une grande partie du XXe siècle, et d'avoir contribué à l'apparition de l'expression de la « chambre enfumée » (smoke-filled room) dans le jargon politique. En 1920, Warren G. Harding est élu en tant que candidat républicain à la présidence au moment de son séjour au Blackstone Hotel (Harding devient le 29e président des États-Unis en 1921). Bien que la convention se soit tenue au Chicago Coliseum, un groupe de dirigeants républicains s'est réuni au Blackstone Hotel dans la nuit du 11 juin pour parvenir à un consensus. Lorsque Raymond Clapper, journaliste de l'United Press International, a rendu compte du processus de décision, il a déclaré qu'il avait été pris « dans une pièce enfumée »,. Cette expression est entrée dans le langage politique américain pour désigner un processus politique qui n'est pas ouvert à l'examen.
Le Blackstone Hotel commença à se détériorer au fil des années ce qui nécessita la fermeture provisoire de l'immeuble en 2000 pour que des travaux de rénovation puissent être engagés à la fois à l'extérieur et à l'intérieur du bâtiment. Le Blackstone Hotel a rouvert ses portes le 6 mars 2008, après un investissement de 128 millions de dollars pour les rénovations. L'architecte de Chicago Lucien Lagrange et la société Gettys, spécialisée dans la conception, le développement et l'approvisionnement des intérieurs de l'hôtel, furent impliqués dans la restauration du bâtiment. L'entreprise James McHugh Construction Co. fut responsable de la conception des travaux d'intérieur de l'hôtel. La société d'ingénierie chargée de la rénovation extérieure fut Wiss, Janney, Elstner Associates, Inc. (fondée en 1956, cette société est basée à Northbrook en banlieue nord de Chicago).

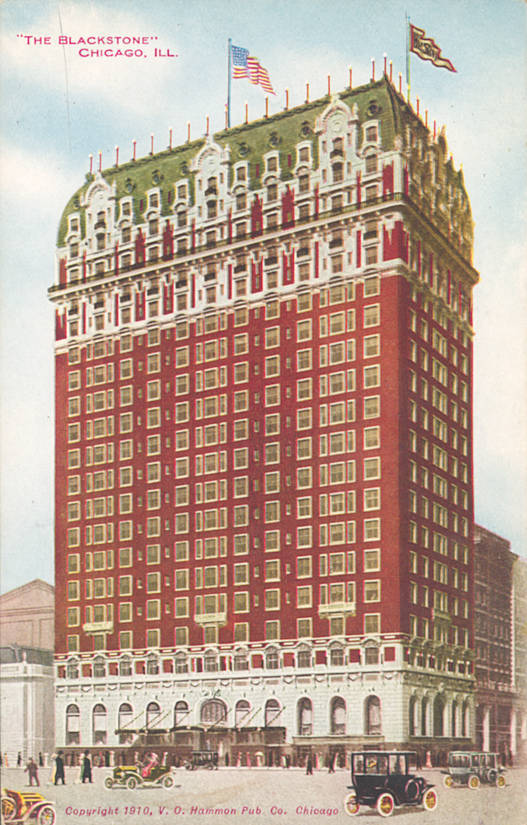
Carte postale du Blackstone Hotel en 1910.

La restauration a permis de créer 332 chambres, 12 suites et 1 229 m2 d'espace de réception pour les mariages et les conventions. L'hôtel de 21 étages est désormais équipé d'un club de santé, d'un centre d'affaires et d'un café au niveau de son rez-de-chaussée avec un espace extérieur et une terrasse. Dans le cadre des restaurations, des appliques et des lustres ont été restaurés. De nombreux détails, tels que les ferrures en laiton, plusieurs des statues et les lustres d'origine, avaient été vendus. Cependant, les propriétaires en ont racheté un grand nombre pour remplacer ceux qui manquaient. Les principales façades historiques ont été entièrement restaurées, y compris l'extérieur orné d'un revêtement en terre cuite. Tous les étages des chambres ont été reconfigurés et considérablement agrandis.
En 1995, le propriétaire de l'immeuble fut la Heaven on Earth Inns Corporation, société dirigée par le maître spirituel indien et fondateur du mouvement de Méditation transcendantale Maharishi Mahesh Yogi, qui examina plusieurs options avant de vendre la propriété à la société Rubloff Inc., qui en 2001, annonça des plans de conversion de l'immeuble en appartements de luxe à des prix très élevés pouvant aller jusqu'à 8,5 millions de dollars. Les projets de Rubloff Inc. furent infructueux en raison de difficultés financières et d'un marché peu porteur pour les acheteurs d'appartements au Blackstone Hotel. Même deux séries de baisses de prix ne suffirent pas à stimuler l'intérêt pour d'éventuelles possibilités immobilières et Maharishi Mahesh Yogi fut incapable d'en obtenir le financement.
Le 7 juin 2017, le Blackstone Hotel a été transféré de la division Renaissance Hotels de Marriott à sa division Autograph Hotels et a repris son nom historique, « The Blackstone Hotel ». La transition comprenait une rénovation visant à actualiser l'apparence de l'hôtel avec un savant mélange historique-contemporain par la revitalisation du mobilier et de l'apparence de certaines chambres, de même que les espaces de réunion et le hall. L'hôtel a également ouvert un bar dans le hall appelé Timothy's Hutch (fermé définitivement), en hommage à l'homonyme de l'hôtel, Timothy Blackstone.

## Architecture

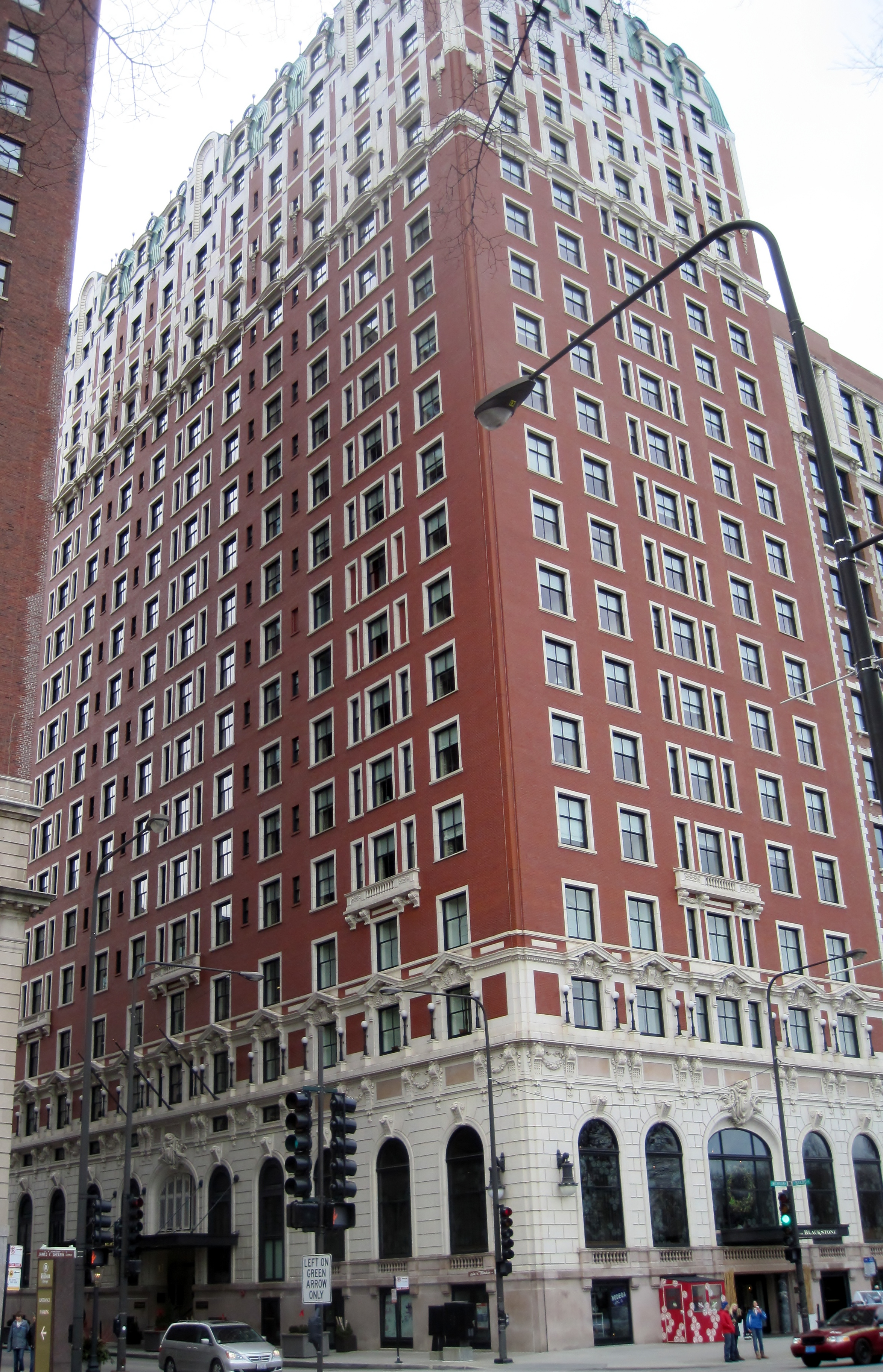
Le Blackstone à l'angle de Michigan Ave. et Balbo St.

Le Blackstone Hotel a été conçu en 1909 par Benjamin Marshall, un architecte originaire de Chicago et membre fondateur de la firme d'architecte Marshall and Fox. Les sources varient quant au style précis dans lequel Marshall a conçu le bâtiment,,.
Selon la Division des monuments au Département de la planification et du développement de la ville de Chicago (Landmarks Division of City of Chicago Department of Planning and Development), l'intérieur et l'extérieur du bâtiment sont tous deux considérés comme des exemples significatifs de l'architecture néo-classique (en particulier le style Beaux-Arts). Le formulaire d'inscription du bâtiment sur la prestigieuse liste du Registre national des lieux historiques (National Register of Historic Places) classifie aussi distinctement le bâtiment comme étant de style Second Empire. Toutefois, les deux styles sont liés, et le style architectural du Blackstone Hotel montre de nombreux éléments proches des deux écoles. La conception architecturale de l'immeuble a été influencée par un voyage de l'architecte Marshall à Paris. À son retour à Chicago, il compléta la construction du bâtiment.
Situé au sein du district historique de Michigan Boulevard District, le Blackstone Hotel est haut de 88 mètres et compte 21 étages. De forme rectangulaire, la structure du bâtiment est composée d'une ossature de colonnes verticales en acier recouverte d'un revêtement ignifuge résistant aux incendies. La façade de son rez-de-chaussée (côtés sud et est) est fait de granite rose ; les trois premiers étages, en terre cuite blanche vernissée, sont dotés de grandes fenêtres avec de hautes ouvertures en arc ; douze étages en briques rouges parsemés d'encadrements de fenêtres en terre cuite blanche se succèdent et constituent en majeure partie les chambres d'hôtel (étages 5 à 17) ; au-dessus se trouve une bordure en terre cuite qui fait le tour du bâtiment ; au-dessus se trouvent quatre étages de terre cuite blanche vernissée (étages 18 à 21) ; son toit mansardé, de couleur verte, était à l'origine décoré de petites flèches faisant le tour du bâtiment. Le toit était également surmonté de deux très hauts mâts de drapeau sur lesquels flottait le drapeau des États-Unis.

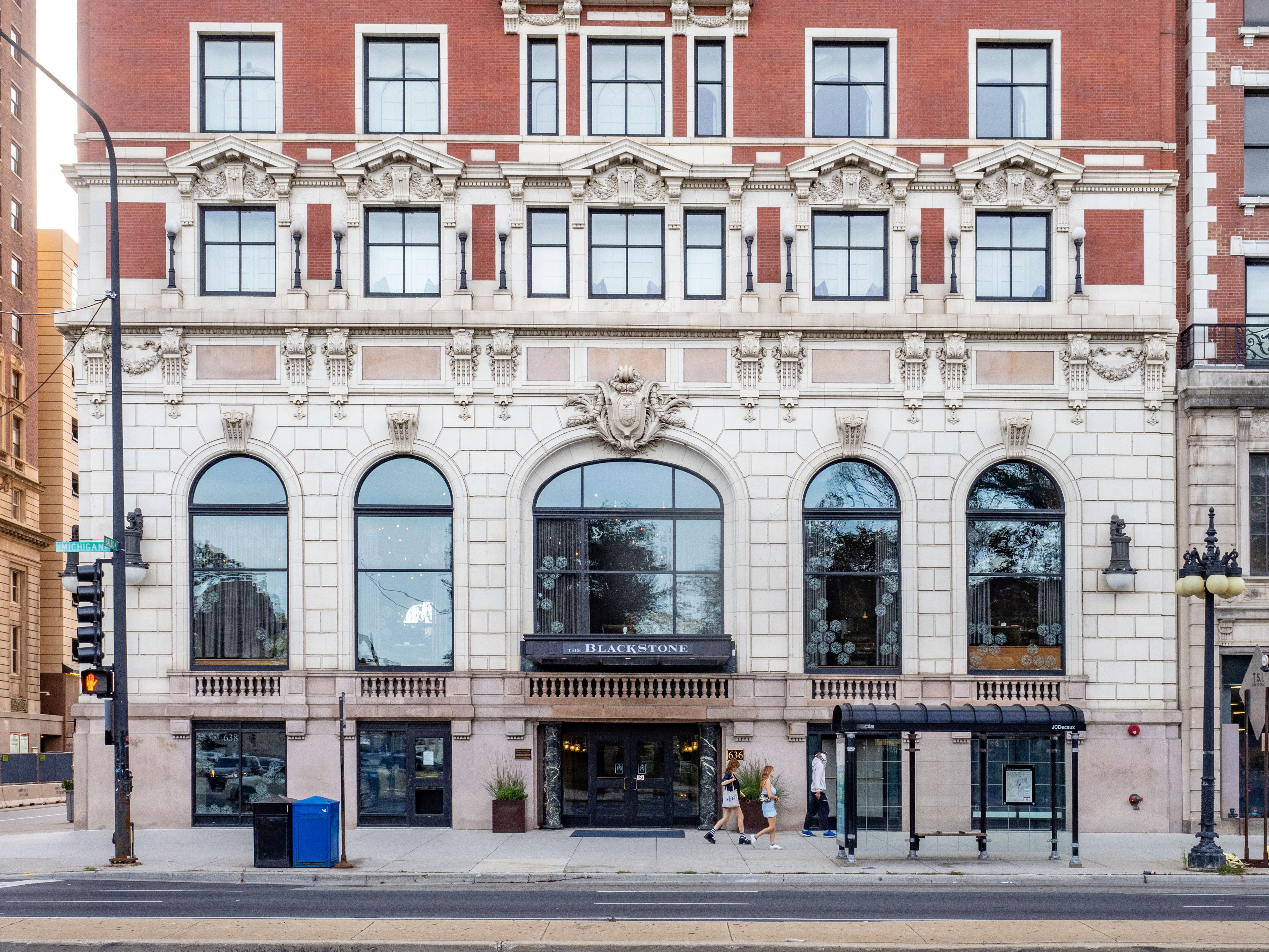
Entrée côté Michigan Avenue.

Dans la conception originale du Blackstone Hotel, il y avait une corniche intermédiaire en terre cuite surmontée d'une balustrade en fonte. Celle-ci a été supprimée et remplacée par de la brique rouge et de la brique blanche vernissée, au même niveau que le reste du bâtiment. Les grandes fenêtres des deuxième et troisième étages, qui laissèrent autrefois entrer la lumière naturelle dans le hall, la salle de bal et les restaurants, furent en grande partie recouvertes pour le Mayfair Theatre qui accueilla notamment la production de Paul Pörtner Shear Madness (l'une des pièces non musicales les plus anciennes au monde) durant 17 ans (du 22 septembre 1982 au 11 novembre 1999).
Aujourd'hui, le Blackstone Hotel est doté de 335 chambres et de douze suites offrant des vues imprenables sur le lac Michigan et les jardins de Grant Park, des salles de bains spacieuses en marbre et des décorations modernes. Le bâtiment comprend également des salles de réception à grande capacité d'accueil pour les mariages, les conférences et les conventions. Son emplacement idéal au cœur de Downtown Chicago, à quelques pas du Millennium Park (et de ses œuvres artistiques monumentales), du Symphony Center (siège de l'orchestre symphonique de Chicago), de l'Art Institute of Chicago (l'un des musées d'art les plus importants des États-Unis), de la Harold Washington Library (la plus grande bibliothèque publique du Midwest) et du Museum Campus (un espace vert soigneusement aménagé qui renferme trois des musées les plus remarquables de la ville : le planétarium Adler, l'aquarium John G. Shedd et le musée Field d'Histoire Naturelle), en font un des hôtels de luxe les plus prisés de la région du Midwest.

## Intérieur

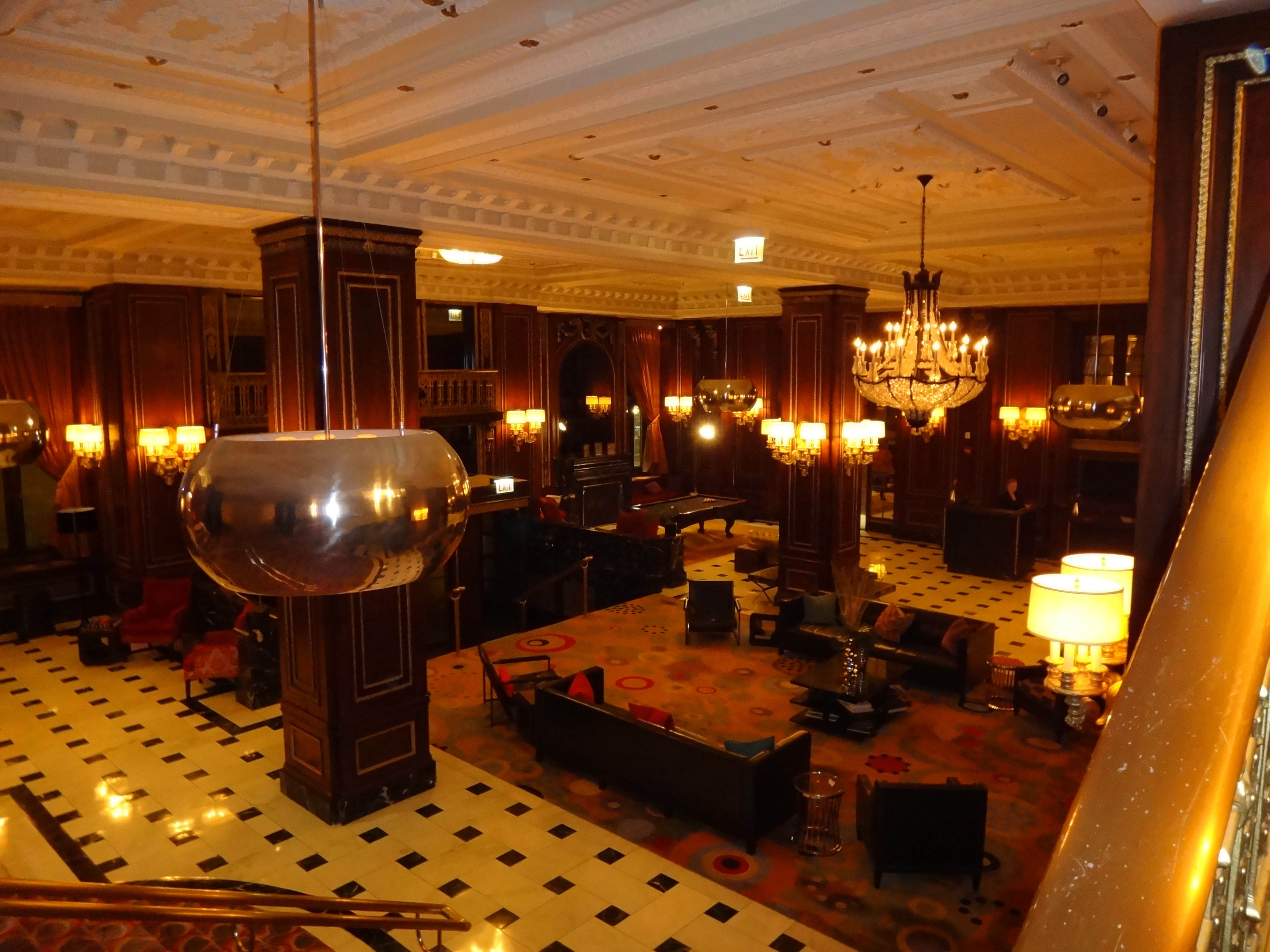
Le hall du Blackstone Hotel.

La salle de bal en cristal (Crystal Ballroom) date de 1910 mais a été restaurée dans les années 2000 dans sa splendeur naturelle, avec des lustres en cristal de Baccarat, des ornements en bronze et des balustrades. Cette salle attire beaucoup de lumière naturelle et offre une vue imprenable sur Michigan Avenue et Grant Park. Elle peut accueillir jusqu'à 345 personnes pour une réception debout et jusqu'à 250 personnes pour une réception assise. Elle comprend également une piste de danse.
Doté d'un espace d'environ 810 m2, la salle d'Art (Art Hall) est idéale pour y organiser un cocktail avec une capacité d'accueil d'environ 250 personnes. Son glamour d'origine a été revitalisé et présente désormais une exposition artistique mettant en valeur des artistes originaires de Chicago.
Rappelant un club privé exclusif, la salle anglaise (English Room) a été importée d'un manoir en Angleterre datant des années 1700 et réassemblée au Blackstone Hotel en 1910. Les murs en acajou, le plâtre richement orné et les vitraux colorés créent une expérience enrichissante avec une capacité d'accueil de près de cent personnes.
Le Barbershop (littéralement le « barbier ») est le plus historique des espaces événementiels du Blackstone Hotel, il est nommé d'après sa fonction originale. Des personnalités telles que Richard Nixon ou encore Al Capone ont un jour demandé un service de barbier dans cet espace emblématique, qui sert aujourd'hui d'espace événementiel de 340 m2 recouvert de marbre de Carrare originaire de Toscane, avec des plafonds suspendus et des colonnes grecques.
À ce jour, le Blackstone Hotel rivalise avec les plus prestigieux musées d'art du centre-ville de Chicago, la collection d'art du Blackstone est l'une des plus méconnues de la ville. Composée de plus de 1 600 œuvres d'art, principalement créées par des artistes locaux, la collection comprend des pièces qui évoquent non seulement le passé et le présent de Chicago, mais aussi l'aspect architectural du bâtiment et le design intérieur de l'hôtel.

## Dans la culture populaire
Le Blackstone Hotel a une place dans la culture populaire. Parmi ses utilisations au cinéma, il a accueilli le banquet où Al Capone (interprété par Robert De Niro) fracasse la tête d'un invité avec une batte de baseball dans le film Les Incorruptibles de Brian De Palma en 1987 ; une fête s'y déroule dans Le Grand Saut de Joel et Ethan Coen en 1994 ; Vincent Lauria (interprété par Tom Cruise) y séjourne avant le tournoi de billard dans La Couleur de l'argent de Martin Scorsese en 1986. La série télévisée Demain à la une (1996-2000) s'est également déroulée dans ce bâtiment, mettant en scène un homme (interprété par Kyle Chandler) qui vit à l'hôtel et reçoit le journal un jour à l'avance.
L'hôtel est mentionné dans le cadre d'une intrigue majeure de la pièce La Chatte sur un toit brûlant créée en 1955 par Tennessee Williams et du film qui l'accompagne sorti en 1958 par le réalisateur Richard Brooks.
L'hôtel est également brièvement mentionné dans le thriller La Mort aux trousses d'Alfred Hitchcock de 1959, avec l'acteur Cary Grant ; dans le film, il y a deux plans rapprochés de l'entrée principale (côté Michigan Avenue), dans lesquels on voit l'adresse "1212". Cette adresse est visible sur le bloc-notes qu'il inspecte après que Eve Kendall (interprétée par Eva Marie Saint) ait écrit "1212 Michigan Ave" lors d'un appel téléphonique depuis sa chambre du Plaza Hotel à New York.